# Pionopsis lutescens
Pionopsis lutescens är en kvalsterart. Pionopsis lutescens ingår i släktet Pionopsis och familjen Pionidae.

## Underarter
Arten delas in i följande underarter:
- P. l. lutescens
- P. l. paludis